# Groșuri
Groșuri románul: Groșuri, falu Romániában, Erdélyben, Hunyad megyében.

## Fekvése
Blezseny (Blăjeni) mellett fekvő település.

## Története
Groşuri korábban Blezseny (Blăjeni) része volt. 1956-ban vált külön településsé 522 lakossal.
1966-ban 414, 1977-ben 369, az 1992-es népszámláláskor pedig 237 román lakosa volt.